# Антуан Вокер
Антуан Вокер (англ. Antoine Walker, нар. 12 серпня 1976, Чикаго) — американський професіональний баскетболіст, що грав на позиції важкого форварда за низку команд НБА. Чемпіон НБА.

## Ігрова кар'єра
На університетському рівні грав за команду Університету Кентукі (1994–1996).
1996 року був обраний у першому раунді драфту НБА під загальним 6-м номером командою «Бостон Селтікс». На професійному рівні відразу став лідером команди, у першому ж сезоні 1996–1997 ставши найкращим за набраними очками і зробленими підбираннями (відповідно 17,5 і 9,0 за гру). Був ключовим гравцем «Селтікс» упродовж наступних семи сезонів, протягом яких тричі залучався до матчів усіх зірок НБА.
2003 року разом із Тоні Делком був обміняний до «Даллас Маверікс» на Кріса Міллса, Їржі Велша та Рафа Лафренца. У новій команді отримував менше ігрового часу, конкуруючи за місце в основі із Антуаном Джеймісоном.
За рік, у 2004, знову змінив команду, перейшовши із тим же Тоні Делком до «Атланта Гокс», цього разу в обмін на Джейсона Террі та Алана Гендерсона.
У лютому 2005 року повернувся до «Бостон Селтікс», за яку відіграв залишок сезону 2004–2005.
Із 2005 по 2007 рік грав у складі «Маямі Гіт». Протягом сезону 2005–2006 взяв участь в усіх іграх команди в регулярному сезоні і плей-оф, допомігши їй здобути чемпіонський титул.
2007 року перейшов до «Міннесота Тімбервулвз», у складі якої провів свій останній сезон в НБА.
На початку 2010-х років повертався на баскетбольний майданчик, пограв за команду «Метс де Гвайнабо» із Пуерто-Рико та за «Айдахо Стемпід» із Ліги розвитку НБА.

## Статистика виступів в НБА

### Регулярний сезон
| Сезон              | Команда                 | GP  | GS  | MPG  | FG%  | 3P%  | FT%  | RPG  | APG | SPG | BPG | PPG  |
| ------------------ | ----------------------- | --- | --- | ---- | ---- | ---- | ---- | ---- | --- | --- | --- | ---- |
| 1996–1997          | «Бостон Селтікс»        | 82  | 68  | 36.2 | .425 | .327 | .631 | 9.0  | 3.2 | 1.3 | .6  | 17.5 |
| 1997–1998          | «Бостон Селтікс»        | 82  | 82  | 39.9 | .423 | .312 | .645 | 10.2 | 3.3 | 1.7 | .7  | 22.4 |
| 1998–1999          | «Бостон Селтікс»        | 42  | 41  | 36.9 | .412 | .369 | .559 | 8.5  | 3.1 | 1.5 | .7  | 18.7 |
| 1999–2000          | «Бостон Селтікс»        | 82  | 82  | 36.6 | .430 | .256 | .699 | 8.0  | 3.7 | 1.4 | .4  | 20.5 |
| 2000–2001          | «Бостон Селтікс»        | 81  | 81  | 41.9 | .413 | .367 | .716 | 8.9  | 5.5 | 1.7 | .6  | 23.4 |
| 2001–2002          | «Бостон Селтікс»        | 81  | 81  | 42.0 | .394 | .344 | .741 | 8.8  | 5.0 | 1.5 | .5  | 22.1 |
| 2002–2003          | «Бостон Селтікс»        | 78  | 78  | 41.5 | .388 | .323 | .615 | 7.2  | 4.8 | 1.5 | .4  | 20.1 |
| 2003–2004          | «Даллас Маверікс»       | 82  | 82  | 34.6 | .428 | .269 | .554 | 8.3  | 4.5 | .8  | .8  | 14.0 |
| 2004–2005          | «Атланта Гокс»          | 53  | 53  | 40.2 | .415 | .317 | .534 | 9.4  | 3.7 | 1.2 | .6  | 20.4 |
| 2004–2005          | «Бостон Селтікс»        | 24  | 24  | 34.5 | .442 | .342 | .557 | 8.3  | 3.0 | 1.0 | 1.1 | 16.3 |
| 2005–2006†         | «Маямі Гіт»             | 82  | 19  | 26.8 | .435 | .358 | .628 | 5.1  | 2.0 | .6  | .4  | 12.2 |
| 2006–2007          | «Маямі Гіт»             | 78  | 15  | 23.3 | .397 | .275 | .438 | 4.3  | 1.7 | .6  | .2  | 8.5  |
| 2007–2008          | «Міннесота Тімбервулвз» | 46  | 1   | 19.4 | .363 | .324 | .530 | 3.7  | 1.0 | .7  | .2  | 8.0  |
| Усього за кар'єру  | Усього за кар'єру       | 893 | 707 | 35.3 | .414 | .325 | .633 | 7.7  | 3.5 | 1.2 | .5  | 17.5 |
| В іграх усіх зірок | В іграх усіх зірок      | 3   | 1   | 13.3 | .350 | .300 | .500 | 2.0  | 1.3 | .7  | .0  | 6.0  |

### Плей-оф
| Сезон             | Команда           | GP | GS | MPG  | FG%  | 3P%  | FT%  | RPG  | APG | SPG | BPG | PPG  |
| ----------------- | ----------------- | -- | -- | ---- | ---- | ---- | ---- | ---- | --- | --- | --- | ---- |
| 2002              | «Бостон Селтікс»  | 16 | 16 | 43.9 | .411 | .385 | .781 | 8.6  | 3.3 | 1.5 | .4  | 22.1 |
| 2003              | «Бостон Селтікс»  | 10 | 10 | 44.0 | .415 | .356 | .500 | 8.7  | 4.3 | 1.7 | .4  | 17.3 |
| 2004              | «Даллас Маверікс» | 5  | 5  | 28.0 | .361 | .100 | .571 | 10.0 | 2.4 | 1.2 | .6  | 9.8  |
| 2005              | «Бостон Селтікс»  | 6  | 6  | 37.3 | .413 | .368 | .636 | 7.3  | 2.3 | 1.2 | 1.0 | 16.7 |
| 2006†             | «Маямі Гіт»       | 23 | 23 | 37.5 | .403 | .324 | .574 | 5.6  | 2.4 | 1.0 | .3  | 13.3 |
| 2007              | «Маямі Гіт»       | 4  | 0  | 23.0 | .405 | .500 | .818 | 2.3  | 1.5 | .5  | .3  | 11.8 |
| Усього за кар'єру | Усього за кар'єру | 64 | 60 | 38.5 | .406 | .352 | .663 | 7.1  | 2.9 | 1.2 | .4  | 16.1 |